# غراهام ويست
غراهام ويست (بالإنجليزية: Graham West)‏ هو سياسي أسترالي، ولد في 21 سبتمبر 1973 في كاملبتاون في أستراليا. نشط حزبياً في حزب العمال الأسترالي. وقد انتخب عضو الجمعية التشريعية لنيو ساوث ويلز.